# Erkentelijkheidsheidsmedaille van Groothertog Karel Alexander
De Erkentelijkheidsheidsmedaille van Groothertog Karel Alexander (Duits: "Goldene Anerkenungsmedaille") was een onderscheiding van het Groothertogdom Saksen, een van de Duitse staten.
De medaille werd in drie graden uitgereikt. Erkentelijkheidsheidsmedailles worden door vorsten en regeringen onder anderen gebruikt wanneer een te decoreren persoon geen ridderorde aan kan of mag nemen. Deze ronde medaille droeg op de voorzijde de kop van Groothertog Carl Alexander van Saksen met het rondschrift "CARL ALEXANDER GROSSHERZOG VON SACHSEN " en op de keerzijde het gekroonde verstrengelde monogram "CA".
- Gouden Medaille
- Zilveren Medaille
- Bronzen Medaille